# میلرسبورگ (کنتاکی)
میلرسبورگ (به انگلیسی: Millersburg) شهری در ایالت کنتاکی کشور ایالات متحده آمریکا است که جمعیت آن در سرشماری سال ۲۰۱۰ میلادی، ۷۹۲ نفر بوده‌است.